# Andy i dinozaury
Andy i dinozaury (ang. Andy’s Dinosaur Adventure) – brytyjski serial popularnonaukowy, w Polsce od 17 marca 2014 roku na kanale BBC CBeebies, a na kanale TVP ABC od 25 czerwca 2016 roku. Jednak na tym kanale przestał być nadawany po emisji wszystkich odcinków. Ostatnia emisja tego programu na TVP ABC miała miejsce 15 lipca 2016 roku.

## Fabuła
Andy jest pracownikiem muzeum historii naturalnej. Dzięki wehikułowi czasu, znajdującym się w muzeum, Andy w każdym odcinku przenosi się w czasy dinozaurów.

## Obsada
- Andy Day – Andy
- Kate Copeland – Hatty[4]

## Wersja polska
W wersji polskiej wystąpili:
- Krzysztof Grabowski – Andy
- Małgorzata Musiała – Hatty
- Paweł Mielewczyk

i inni
Dialogi: Karolina Kinder
Nagranie i realizacja dźwięku: Marcin Kalinowski
Kierownictwo produkcji: Paweł Żwan
Opracowanie i realizacja wersji polskiej: Studio Tercja Gdańsk dla Hippeis Media
Lektor tyłówki: Tomasz Przysiężny